# Guerra civil paraguaya de 1947
La guerra civil paraguaya de 1947 o revolución de los pynandí (del guaraní, pies descalzos) fue un conflicto armado interno en Paraguay entre marzo y agosto de 1947.

## Antecedentes

### La dictadura de Higinio Morínigo
En 1940, el dictador Higinio Morínigo suspendió la constitución y prohibió los partidos políticos. La resistencia a su mandato tomó la forma de revueltas estudiantiles y huelgas generales. La victoria aliada en la Segunda Guerra Mundial en 1945 y la presión internacional convenció a Morínigo de liberalizar su régimen. En 1946, tras la expulsión del gobierno de los sectores más cercanos al Eje Nazi, devolvió la libertad de expresión al pueblo y permitió el retorno de los desterrados políticos en lo que se conoce como la Primavera Democrática que duró seis meses.y estuvo caracterizada por la conflictividad entre los diferentes grupos políticos, el 10 de agosto de 1946 retorno la dirigencia comunista dirigida por Óscar Creydt y Antonio Maidana que fueron recibidos en el puerto de Asunción por una multitud de treinta mil personas entre obreros, estudiantes y afiliados del partido, el 14 de agosto del mismo año retorna del exilio el directorio del Partido Liberal encabezado por el polémico expresidente José Patricio Guggiari, esta acción fue aprovechada por los Guiones Rojos para iniciar una serie de actividades violentas contra adherentes liberales, el 25 de agosto es anulado el decreto que declaraba extinto al Partido Liberal. Morínigo instaura así un gobierno de coalición cívico-militar entre la Asociación Nacional Republicana, la Concentración Revolucionaria Febrerista y las Fuerzas Armadas repartiendo equitativamente los ministerios en tres para cada uno, los Febreristas poseían de facto cuatro ya que el Ministerio de Industria y Comercio y Agricultura y Ganadería eran dos carteras en una sola, para lograr el equilibrio, los colorados recibieron la Municipalidad de Asunción. Sin embargo, la férrea alianza que Morínigo demostraba con el Partido Colorado y su grupo paramilitar Guion Rojo resultó en un fallido golpe de Estado en diciembre de 1946.El 5 de diciembre de 1946, representantes del ejército nacional presentaron a Mórinigo un escrito instanto a la pacificación de la nación y la reivindicación del rol de las Fuerzas Armadas en la dirección del gobierno, la tensión llegó a un punto álgido cuando el gobierno decidió la creación de un noveno ministerio, el de Trabajo y Previsión, que tendría un importante peso en los sindicatos, este ministerio fue entregado a los colorados de la ANR.

#### El Febrerismo abandona el gobierno
El 10 de enero, los febreristas bajo el mando de Rafael Franco abandonan el gobierno de coalición, e instan al ejecutivo a que se reorganice el gabinete en uno puramente militar para la eventual llamada a elecciones, esta posición era apoyada por la mayoría de comandantes.
El 11 de enero, durante el cumpleaños del primer mandatario, los comandantes militares presentes en la casa presidencial comunican al presidente la intención de conformar un gabinete exclusivamente militar más el acompañamiento de dos civiles que serían escogidos por el presidente, también por mayoría de los doce jefes militares presentes, se decide la exclusión de la ANR de este gabinete, los resultados de la votación quedarían de la siguiente manera:
| A favor (9/12)                      | En contra (2/12)                 | Abstención (1/12)         |
| ----------------------------------- | -------------------------------- | ------------------------- |
| General Juan Vicente Machuca        | Coronel Emilio Díaz de Vivar     | General Amancio Pampliego |
| General José Atilio Migone          | Teniente coronel Enrique Jiménez |                           |
| General Francisco Andino            |                                  |                           |
| General Manuel Contreras            |                                  |                           |
| General Manuel Rodriguez            |                                  |                           |
| Coronel Julio R. Cartes             |                                  |                           |
| Coronel Juan Ibarrola               |                                  |                           |
| Capitán Sindulfo Gill               |                                  |                           |
| Teniente coronel Alfredo Stroessner |                                  |                           |

#### El Autogolpe de estado del 13 de enero de 1947
El 13 de enero, Morínigo, con la intención de perpetuarse en el poder e ignorando la petición de los comandantes militares de hace dos días atrás, realiza un autogolpe de estado, en la que varios militares institucionalistas entre ellos Amancio Pampliego y Machuca Vargas son arrestados, y se establece un nuevo gabinete ahora integrado por cuatro colorados y cuatro militares, al día siguiente el gobierno de Morínigo intensifica la persecución a la oposición. 

## La guerra

### El fallido golpe de Estado del 7 de marzo
Ante el sentimiento de humillacion sufrida por parte de las fuerzas armadas en el autogolpe del 13 de enero, como por la coloradizacion de las fuerzas armadas, en la mañana del 7 de marzo de 1947 un grupo de más de treinta oficiales al mando del mayor Elide Báez y teniente René Speratti al grito de "Viva el coronel Franco!" asaltaron el cuartel de policía de la capital, el plan de los rebeldes incluía también atacar la Escuela Militar y sublevar a los efectivos de la Armada Nacional, pero ante el retraso por parte de los sublevados al cortar las comunicaciones, en menos de una hora el ataque (calificado como "operación suicida" por el teniente Speratti) estaba controlado.
Morínigo decidió entonces establecer un toque de queda a partir de las veinte horas y prohibir el movimiento de embarcaciones nocturnas 

### El levantamiento de Concepción
El 8 de marzo el capitán Juan Bartolomé Araujo, ante el miedo hacia las represalias hacia los militares institucionalistas, inicia un levantamiento armado en Concepción y el Chaco, la rebelión fue apoyada rápidamente por los liberales, febreristas, comunistas y gran parte de los militares, las Fuerzas Armadas de Paraguay, que anteriormente se habían mantenido leales al Gobierno se dividieron, con casi toda la marina y secciones de la infantería uniéndose a los rebeldes. Instauraron un gobierno militar en Concepción, ciudad que fue bombardeada sin piedad por la aviación del gobierno
Los incidentes iniciaron la marcha desde Puerto Casado, Concepción hacia Asunción, encabezados por el mayor César Aguirre y el capitán Juan Bartolomé Araujo, a quienes se sumaron inmediatamente el coronel Alfredo Ramos y el teniente coronel Alfredo Galeano. 
Consiguieron llegar hasta Villeta antes de ser detenidos por el ejército del gobierno, para entonces su modesta fuerza aérea había sido prácticamente aniquilada.
Los comunistas nunca representaron un porcentaje importante del ejército rebelde, sin embargo los colorados exageraron su participación para conseguir apoyo de los Estados Unidos de América.
Morinigo tras llegar a un acuerdo con los Febreristas en Remanso, estos se retiran de la contienda, y luego Morinigo contraataca con el apoyo del Partido Colorado, entre ellos Alfredo Stroessner, con ayuda del Gobierno de Perón. Tras existir grandes diferencias sociales en aquel momento, aprovecharon para persuadir la participación de los pynandí (clase baja). Los pynandí se reunieron en Asunción y formaron un ejército de veinte mil hombres, con todo el armamento del ejército (bastante bien equipado, pues el país recién salía de la guerra del Chaco) menos los navíos que habían sido secuestrados por la marina, estacionados en Clorinda. Ellos tomaron Concepción mientras los rebeldes se acercaban a Asunción.
Juan Perón, presidente de la República Argentina, envió dos barcos a los colorados como apoyo a la defensa de Asunción: el «Granville» y el «Drummond», con armas. Los revolucionarios fueron cercados por los batallones de Asunción y los que volvían de Concepción en agosto de 1947, y allí terminó la revolución.

## Consecuencias
La revolución de 1947 dividió al Paraguay en vencedores y vencidos, tal como había acontecido en España poco menos de una década atrás. Un enorme abismo se abrió entre quienes estuvieron a favor del gobierno del general Higinio Morínigo y quienes buscaron vanamente su derrocamiento armado. El Ejército Nacional, que en su mayor parte adhirió al pronunciamiento cívico-militar de marzo de 1947, iniciado por los febreristas, quedó deshecho a su término y sus integrantes tomaron el camino del exilio. El combatiente Luis Parra Insfrán resalta la conducta del coronel Rafael Franco, que perdió a muchos de sus subalternos en el conflicto, y recalcó que la intervención del gobierno argentino fue crucial ya que proveyó armas al ejército de Morínigo en los días finales del conflicto. 
Se calcula que más de treinta mil civiles y militares emigraron a países limítrofes, especialmente a la Argentina. Entre ellos había políticos, estudiantes, mujeres e intelectuales de renombre. El Banco Central del Paraguay considera que esta guerra fue la principal causa del feroz proceso inflacionario iniciado en 1947.
A partir de entonces se consolidó la hegemonía plena del Partido Colorado, que finalmente llevaría al poder al entonces coronel Alfredo Stroessner. El sistema imperante durante el periodo 1947-1992 fue de partido único. Tras un periodo de estabilidad entre los años 60 y 70, con ejecución de importantes obras de infraestructura, en la década  del 80 se da un alta inflación y devaluación de la moneda nacional, el guaraní, en consonancia con la crisis de deuda latinoamericana y el aislamiento diplomático y financiero sufrido por el país en el período final de la dictadura instaurada por Stroessner entre 1954 y 1989. Todo esto generó una nueva oleada de migración de paraguayos al extranjero.
En 1993, ya bajo la presidencia de Andrés Rodríguez Pedotti, se llevarían a cabo las primeras elecciones libres en medio siglo.
El 20 de abril de 2008, es derrotado el Partido Colorado en elecciones generales luego de más de 60 años de hegemonía, con la victoria por más de 10 puntos de Fernando Lugo, candidato de la Alianza Patriótica para el Cambio. Fue rápidamente separado del cargo de presidente el 22 de junio de 2012, a través de un controvertido y mediático juicio político, acusado por mal desempeño en sus funciones debido a los sucesos acontecidos el 15 de junio de 2012 en la ciudad de Curuguaty, donde hubo un violento enfrentamiento entre policías y campesinos que ocupaban tierras mal habidas, en el área conocida como Campos Morombí; consecuentemente reprimidos por la Policía Nacional bajo órdenes del Ministerio del Interior, sospechando la existencia del grupo guerrillero "Ejército del Pueblo Paraguayo" entre sus filas. Esto derivó en el juicio político impulsado por la Cámara de Diputados, acusándolo de "responsabilidad política" por los salvajes enfrentamientos en donde dejó como resultado el fallecimiento de 17 personas, más de 80 heridos, 60 detenidos, y la posterior destitución del ministro del Interior Carlos Filizzola; mientras que la contraparte acusaba de montaje que sirvió de pretexto para la destitución del presidente Lugo, y que en el proceso de impeachment, no se respetaron los debidos procesos.